# Tour du Qatar 2015
La 14e édition du Tour du Qatar a eu lieu du 8 au 13 février 2015. La course fait partie du calendrier UCI Asia Tour 2015 en catégorie 2.HC.
L'épreuve a été remportée par le tenant du titre le Néerlandais Niki Terpstra (Etixx-Quick Step), vainqueur du contre-la-montre de la troisième étape, respectivement de six secondes devant le Polonais Maciej Bodnar (Tinkoff-Saxo) et neuf secondes sur le Norvégien Alexander Kristoff (Katusha), vainqueur des deuxième, quatrième et cinquième étapes.
Kristoff s'impose au classement par points tandis que le Slovaque Peter Sagan (Tinkoff-Saxo) termine meilleur jeune et que la formation belge Etixx-Quick Step finit meilleure équipe.

## Présentation

### Parcours
Ce Tour du Qatar est composé d'un contre-la-montre individuel, disputé lors de la troisième étape, et de cinq étapes en lignes plates mais propices aux bordures.

Parcours des étapes
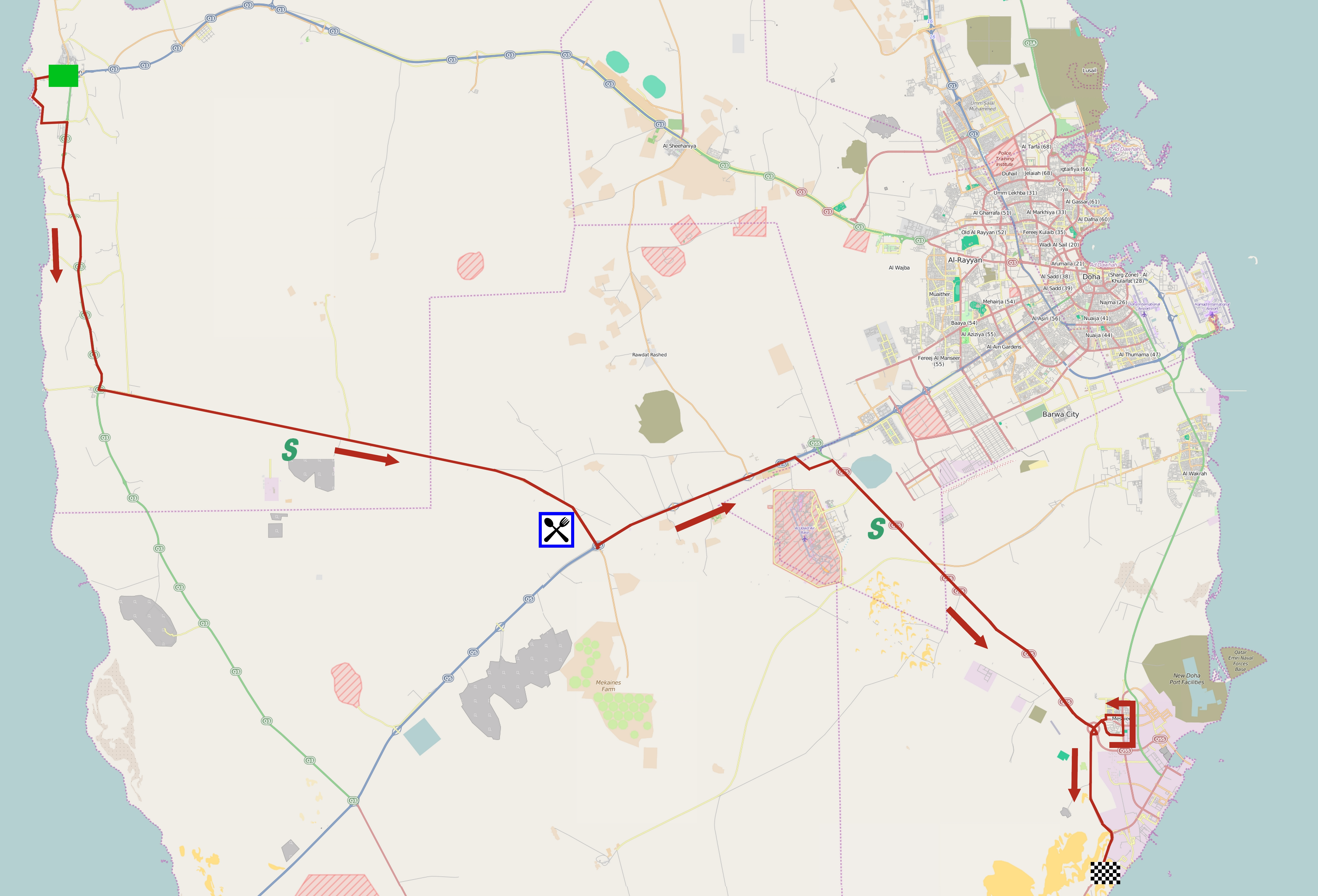
1re étape.
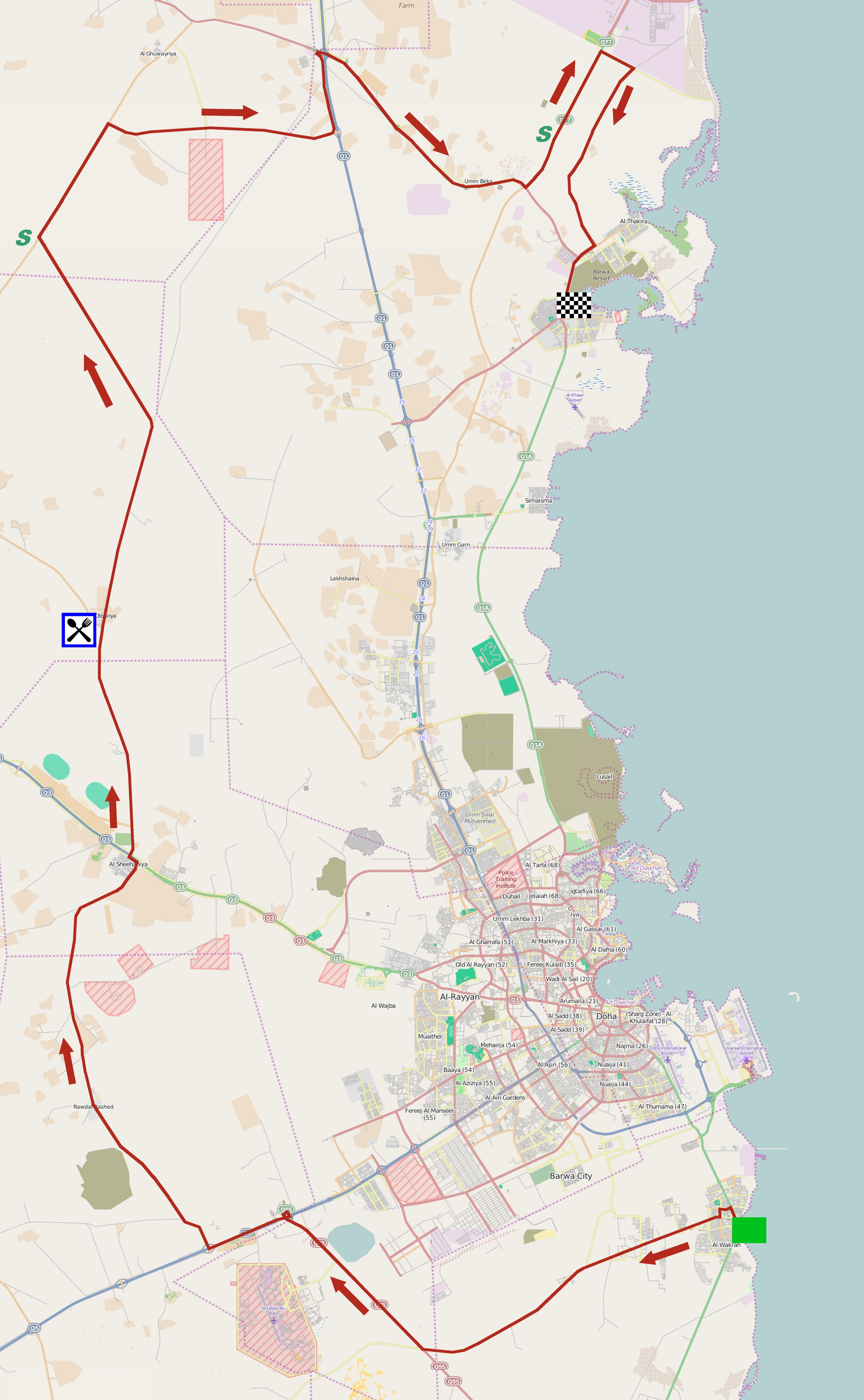
2e étape.
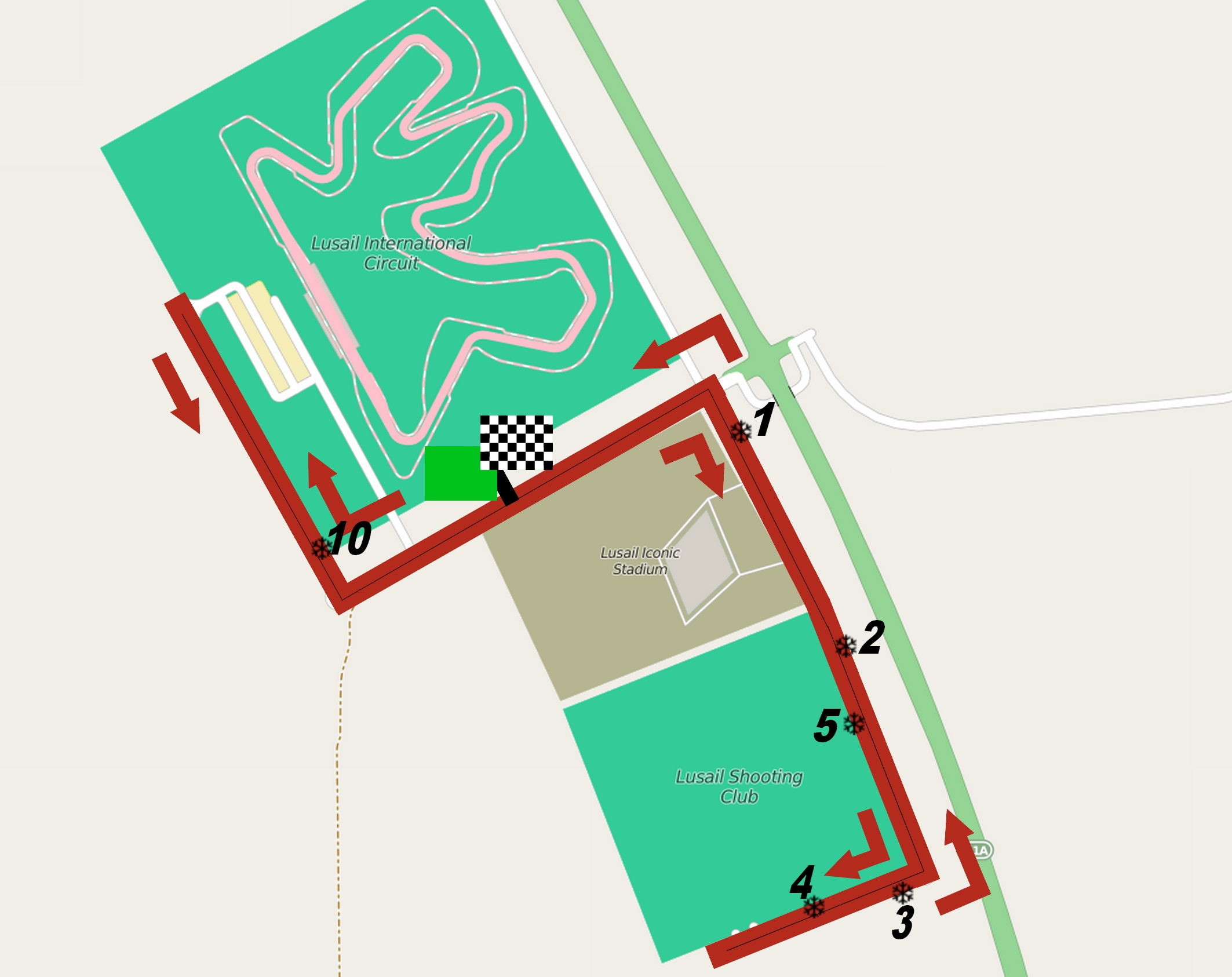
3e étape.
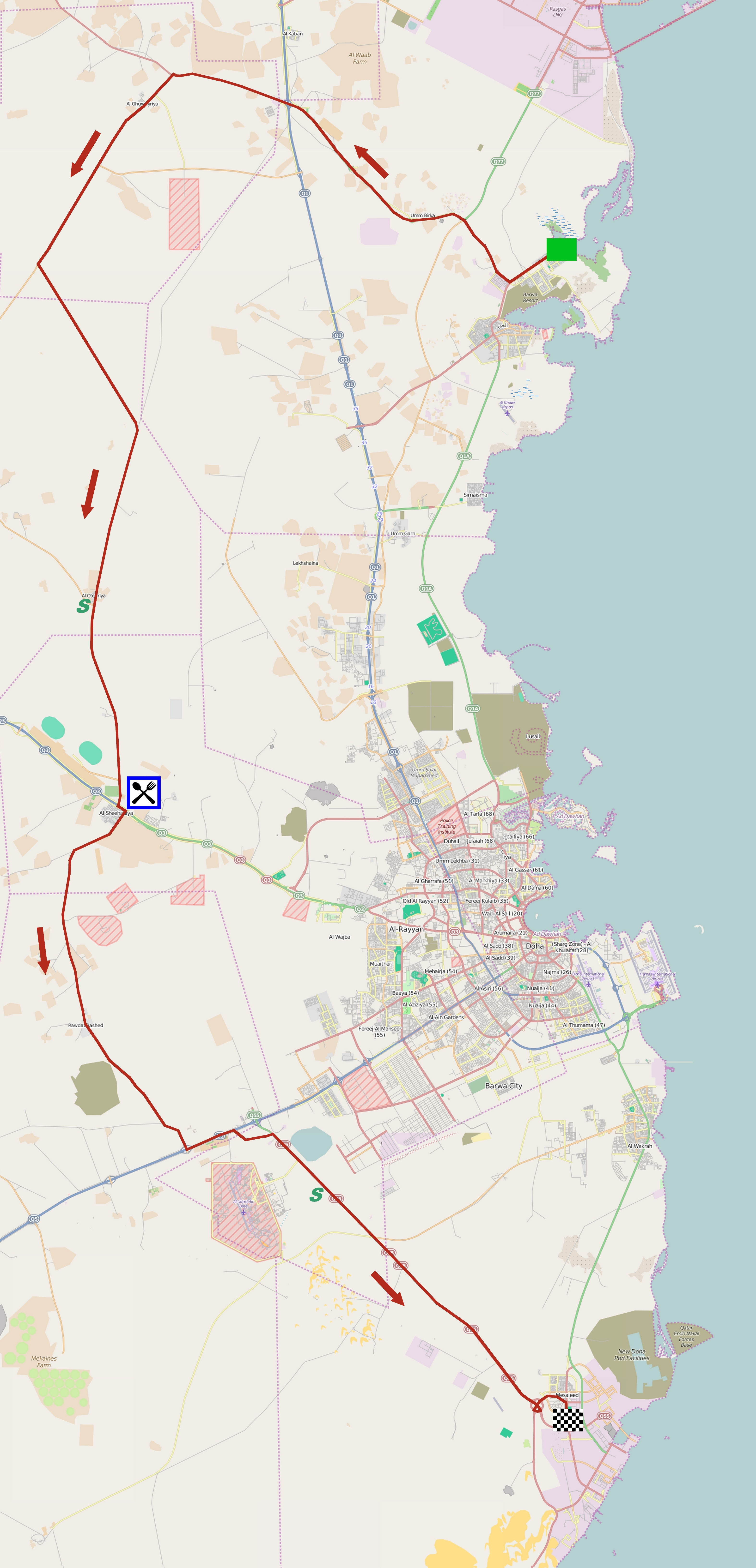
4e étape.
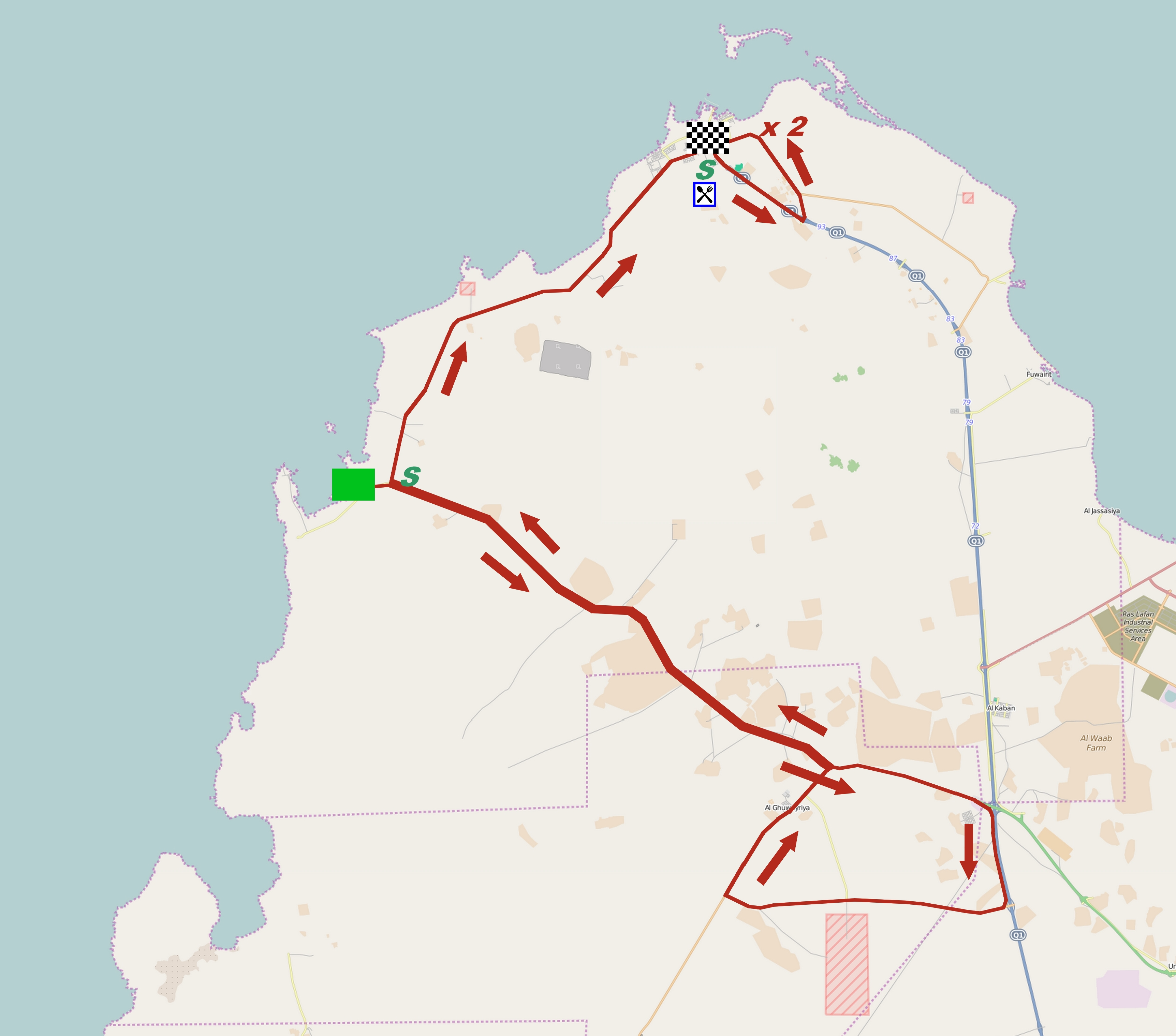
5e étape.
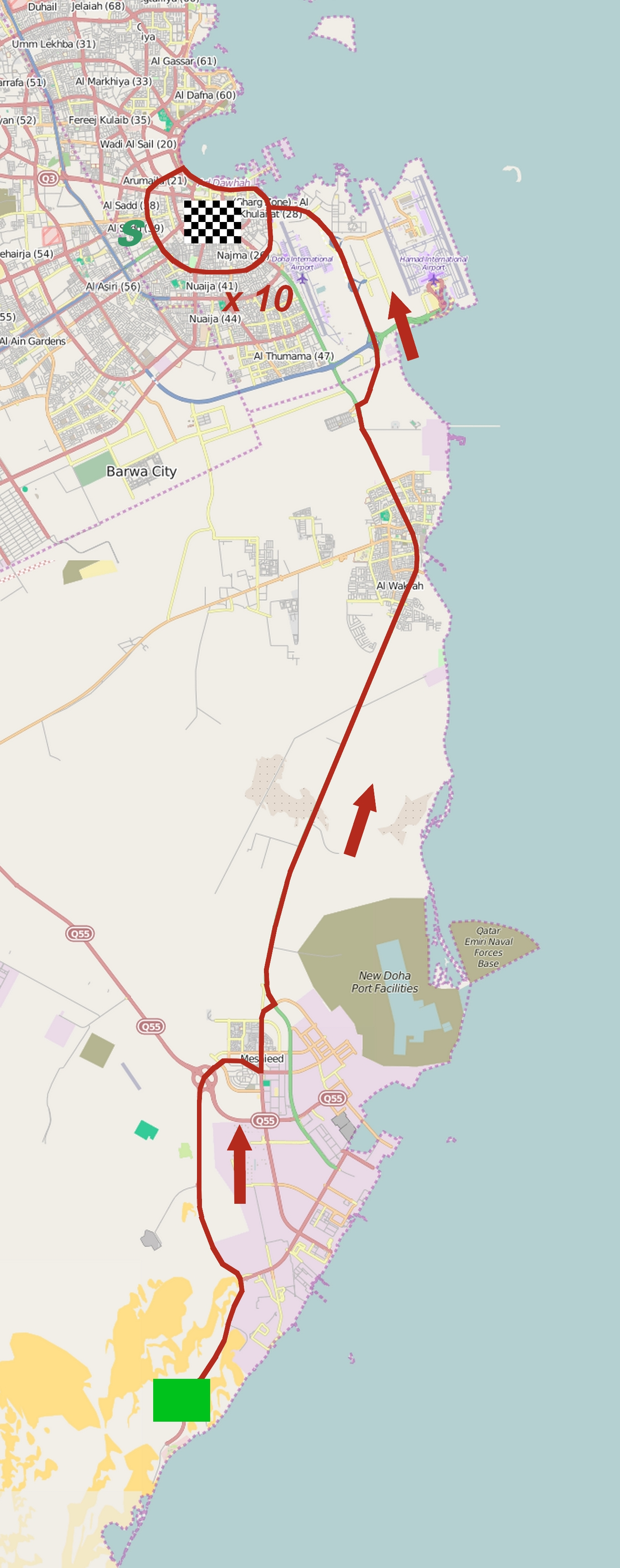
6e étape.

### Équipes
Classé en catégorie 2.HC de l'UCI Asia Tour, le Tour du Qatar est par conséquent ouvert aux WorldTeams dans la limite de 65 % des équipes participantes, aux équipes continentales professionnelles, aux équipes continentales et aux équipes nationales.
Dix-sept équipes participent à ce Tour du Qatar - douze WorldTeams et cinq équipes continentales professionnelles :
| UCI WorldTeams   | UCI WorldTeams | UCI WorldTeams |
| Nom de l'équipe  | Pays           | Code           |
| ---------------- | -------------- | -------------- |
| Astana           | Kazakhstan     | AST            |
| BMC Racing       | États-Unis     | BMC            |
| Etixx-Quick Step | Belgique       | EQS            |
| FDJ              | France         | FDJ            |
| Giant-Alepcin    | Allemagne      | TGA            |
| IAM              | Suisse         | IAM            |
| Katusha          | Russie         | KAT            |
| Lampre-Merida    | Italie         | LAM            |
| Movistar         | Espagne        | MOV            |
| Orica-GreenEDGE  | Australie      | OGE            |
| Sky              | Royaume-Uni    | SKY            |
| Tinkoff-Saxo     | Russie         | TCS            |

| Équipes continentales professionnelles | Équipes continentales professionnelles | Équipes continentales professionnelles |
| Nom de l'équipe                        | Pays                                   | Code                                   |
| -------------------------------------- | -------------------------------------- | -------------------------------------- |
| Bardiani CSF                           | Italie                                 | BAR                                    |
| Bora-Argon 18                          | Allemagne                              | BOA                                    |
| Cofidis                                | France                                 | COF                                    |
| MTN-Qhubeka                            | Afrique du Sud                         | MTN                                    |
| Topsport Vlaanderen-Baloise            | Belgique                               | TSV                                    |

### Primes
Les vingt prix sont attribués suivant le barème de l'UCI,. Le total général des prix distribués est de 84 330 €.
| Position           | 1er      | 2e      | 3e      | 4e      | 5e      | 6e      | 7e    | 8e    | 9e    | 10e à 20e |
| Classement général | 11 000 € | 5 500 € | 3 500 € | 2 000 € | 1 300 € | 1 000 € | 850 € | 800 € | 570 € | 320 €     |
| Par étape          | 3 615 €  | 1 805 € | 905 €   | 455 €   | 365 €   | 269 €   | 269 € | 180 € | 180 € | 92 €      |

### Favoris
Le tenant du titre le Néerlandais Niki Terpstra (Etixx-Quick Step) est candidat à sa succession. Il devra faire face à des rouleurs et coureurs de classiques. Fabian Cancellara (Trek Factory Racing), Lars Boom (Astana), Greg Van Avermaet, Philippe Gilbert (BMC Racing), Alejandro Valverde (Movistar), Bradley Wiggins (Sky), Filippo Pozzato (Lampre-Merida) et le recordman de l'heure Matthias Brändle (IAM) sont notamment présent.
Les sprinteurs auront également leurs chances au classement général. Parmi ceux qui seront présents, on peut notamment citer Tom Boonen (Etixx-Quick Step), quadruple vainqueur de l'épreuve, Marcel Kittel (Giant-Alpecin), Alexander Kristoff (Katusha), Peter Sagan (Tinkoff-Saxo), Nacer Bouhanni (Cofidis), Arnaud Démare (FDJ), Heinrich Haussler (IAM), Sacha Modolo (Lampre-Merida), Andrea Guardini, Borut Božič (Astana), Sam Bennett (Bora-Argon 18), Edvald Boasson Hagen, Theo Bos, Gerald Ciolek (MTN-Qhubeka) et José Joaquín Rojas (Movistar).

## Étapes
L'édition 2015 du Tour du Qatar est constituée de six étapes dont un contre-la-montre individuel, pour un total de 784,4 kilomètres à parcourir.
| Étape     | Date       | Villes étapes                        |                             | Distance (km) | Vainqueur d’étape  | Leader du classement général |
| --------- | ---------- | ------------------------------------ | --------------------------- | ------------- | ------------------ | ---------------------------- |
| 1re étape | 8 février  | Dukhan - Sealine Beach Resort        | Étape de plaine             | 136           | José Joaquín Rojas | José Joaquín Rojas           |
| 2e étape  | 9 février  | Al Wakrah - Al-Khor                  | Étape de plaine             | 194           | Alexander Kristoff | Alexander Kristoff           |
| 3e étape  | 10 février | Lusail - Lusail                      | Contre-la-montre individuel | 10            | Niki Terpstra      | Niki Terpstra                |
| 4e étape  | 11 février | Al Thakhira - Mesaieed               | Étape de plaine             | 165           | Alexander Kristoff | Niki Terpstra                |
| 5e étape  | 12 février | Al Zubarah - Madinat ash Shamal (en) | Étape de plaine             | 153           | Alexander Kristoff | Niki Terpstra                |
| 6e étape  | 13 février | Sealine Beach Resort – Doha          | Étape de plaine             | 113           | Sam Bennett        | Niki Terpstra                |

## Déroulement de la course

### 1reétape
La première étape du Tour du Qatar relie le 8 février Dukhan à Sealine Beach Resort. C'est une étape de plaine traversant le pays d'ouest en est, qui est remportée par l'Espagnol José Joaquín Rojas (Movistar), qui a parcouru les 136 kilomètres en 3 h 49 min 50 s, soit à une vitesse moyenne de 35,504 km/h. Il est suivi dans le même temps par le Belge Tom Boonen (Etixx-Quick Step) et par le Français Arnaud Démare (FDJ). Le 141e et dernier est le Néerlandais Jens Mouris (Orica-GreenEDGE), à 6 min 34 s. Aucun abandon n'est à déplorer.
José Joaquín Rojas est leader du classement général et du classement par points, tandis qu'Arnaud Démare est leader du classement du meilleur jeune. Astana est la meilleure équipe, avec un temps de 11 h 29 min 30 s, à égalité avec huit autres.
| Classement de l'étape | Classement de l'étape | Classement de l'étape | Classement de l'étape | Classement de l'étape |
|                       | Coureur               | Pays                  | Équipe                | Temps                 |
| --------------------- | --------------------- | --------------------- | --------------------- | --------------------- |
| 1er                   | José Joaquín Rojas    | Espagne               | Movistar              | en 3 h 49 min 50 s    |
| 2e                    | Tom Boonen            | Belgique              | Etixx-Quick Step      | m.t                   |
| 3e                    | Arnaud Démare         | France                | FDJ                   | m.t                   |
| 4e                    | Peter Sagan           | Slovaquie             | Tinkoff-Saxo          | m.t                   |
| 5e                    | Sam Bennett           | Irlande               | Bora-Argon 18         | m.t                   |
| 6e                    | Jasper Stuyven        | Belgique              | Trek Factory Racing   | m.t                   |
| 7e                    | Heinrich Haussler     | Australie             | IAM                   | m.t                   |
| 8e                    | Andrea Guardini       | Italie                | Astana                | m.t                   |
| 9e                    | Alexander Kristoff    | Norvège               | Katusha               | m.t                   |
| 10e                   | Nacer Bouhanni        | France                | Cofidis               | m.t                   |
| modifier              |                       |                       |                       |                       |

| Classement général | Classement général | Classement général | Classement général  | Classement général |
|                    | Coureur            | Pays               | Équipe              | Temps              |
| ------------------ | ------------------ | ------------------ | ------------------- | ------------------ |
| 1er                | José Joaquín Rojas | Espagne            | Movistar            | en 3 h 49 min 40 s |
| 2e                 | Tom Boonen         | Belgique           | Etixx-Quick Step    | + 4 s              |
| 3e                 | Arnaud Démare      | France             | FDJ                 | + 6 s              |
| 4e                 | Niki Terpstra      | Pays-Bas           | Etixx-Quick Step    | + 8 s              |
| 5e                 | Roberto Ferrari    | Italie             | Lampre-Merida       | + 9 s              |
| 6e                 | Peter Sagan        | Slovaquie          | Tinkoff-Saxo        | + 10 s             |
| 7e                 | Sam Bennett        | Irlande            | Bora-Argon 18       | + 10 s             |
| 8e                 | Jasper Stuyven     | Belgique           | Trek Factory Racing | + 10 s             |
| 9e                 | Heinrich Haussler  | Australie          | IAM                 | + 10 s             |
| 10e                | Andrea Guardini    | Italie             | Astana              | + 10 s             |
| modifier           |                    |                    |                     |                    |

### 2eétape
| Classement de l'étape | Classement de l'étape | Classement de l'étape | Classement de l'étape | Classement de l'étape |
|                       | Coureur               | Pays                  | Équipe                | Temps                 |
| --------------------- | --------------------- | --------------------- | --------------------- | --------------------- |
| 1er                   | Alexander Kristoff    | Norvège               | Katusha               | en 3 h 49 min 51 s    |
| 2e                    | Andrea Guardini       | Italie                | Astana                | m.t                   |
| 3e                    | Greg Van Avermaet     | Belgique              | BMC Racing            | m.t                   |
| 4e                    | Peter Sagan           | Slovaquie             | Tinkoff-Saxo          | m.t                   |
| 5e                    | Tom Boonen            | Belgique              | Etixx-Quick Step      | m.t                   |
| 6e                    | Heinrich Haussler     | Australie             | IAM                   | m.t                   |
| 7e                    | Adam Blythe           | Royaume-Uni           | Orica-GreenEDGE       | m.t                   |
| 8e                    | Marcus Burghardt      | Allemagne             | BMC Racing            | m.t                   |
| 9e                    | Jasper Stuyven        | Belgique              | Trek Factory Racing   | m.t                   |
| 10e                   | Ian Stannard          | Royaume-Uni           | Sky                   | m.t                   |
| modifier              |                       |                       |                       |                       |

| Classement général | Classement général | Classement général | Classement général  | Classement général |
|                    | Coureur            | Pays               | Équipe              | Temps              |
| ------------------ | ------------------ | ------------------ | ------------------- | ------------------ |
| 1er                | Alexander Kristoff | Norvège            | Katusha             | en 7 h 39 min 31 s |
| 2e                 | Tom Boonen         | Belgique           | Etixx-Quick Step    | + 1 s              |
| 3e                 | Greg Van Avermaet  | Belgique           | BMC Racing          | + 3 s              |
| 4e                 | Andrea Guardini    | Italie             | Astana              | + 4 s              |
| 5e                 | Niki Terpstra      | Pays-Bas           | Etixx-Quick Step    | + 8 s              |
| 6e                 | Marcus Burghardt   | Allemagne          | BMC Racing          | + 9 s              |
| 7e                 | Peter Sagan        | Slovaquie          | Tinkoff-Saxo        | + 10 s             |
| 8e                 | Heinrich Haussler  | Australie          | IAM                 | + 10 s             |
| 9e                 | Jasper Stuyven     | Belgique           | Trek Factory Racing | + 10 s             |
| 10e                | Maciej Bodnar      | Pologne            | Tinkoff-Saxo        | + 10 s             |
| modifier           |                    |                    |                     |                    |

### 3eétape
| Classement de l'étape | Classement de l'étape    | Classement de l'étape | Classement de l'étape | Classement de l'étape |
|                       | Coureur                  | Pays                  | Équipe                | Temps                 |
| --------------------- | ------------------------ | --------------------- | --------------------- | --------------------- |
| 1er                   | Niki Terpstra            | Pays-Bas              | Etixx-Quick Step      | en 14 min 3 s         |
| 2e                    | Fabian Cancellara        | Suisse                | Trek Factory Racing   | + 8 s                 |
| 3e                    | Bradley Wiggins          | Royaume-Uni           | Sky                   | + 9 s                 |
| 4e                    | Maciej Bodnar            | Pologne               | Tinkoff-Saxo          | + 9 s                 |
| 5e                    | Ian Stannard             | Royaume-Uni           | Sky                   | + 10 s                |
| 6e                    | Matthias Brändle         | Autriche              | IAM                   | + 18 s                |
| 7e                    | Guillaume Van Keirsbulck | Belgique              | Etixx-Quick Step      | + 20 s                |
| 8e                    | Edvald Boasson Hagen     | Norvège               | MTN-Qhubeka           | + 21 s                |
| 9e                    | Greg Van Avermaet        | Belgique              | BMC Racing            | + 24 s                |
| 10e                   | Reto Hollenstein         | Suisse                | IAM                   | + 25 s                |
| modifier              |                          |                       |                       |                       |

| Classement général | Classement général | Classement général | Classement général | Classement général |
|                    | Coureur            | Pays               | Équipe             | Temps              |
| ------------------ | ------------------ | ------------------ | ------------------ | ------------------ |
| 1er                | Niki Terpstra      | Pays-Bas           | Etixx-Quick Step   | en 7 h 53 min 42 s |
| 2e                 | Maciej Bodnar      | Pologne            | Tinkoff-Saxo       | + 11 s             |
| 3e                 | Ian Stannard       | Royaume-Uni        | Sky                | + 12 s             |
| 4e                 | Greg Van Avermaet  | Belgique           | BMC Racing         | + 19 s             |
| 5e                 | Luke Rowe          | Royaume-Uni        | Sky                | + 33 s             |
| 6e                 | Alexander Kristoff | Norvège            | Katusha            | + 36 s             |
| 7e                 | Tom Boonen         | Belgique           | Etixx-Quick Step   | + 42 s             |
| 8e                 | Heinrich Haussler  | Australie          | IAM                | + 44 s             |
| 9e                 | Andriy Grivko      | Ukraine            | Astana             | + 46 s             |
| 10e                | Peter Sagan        | Slovaquie          | Tinkoff-Saxo       | + 48 s             |
| modifier           |                    |                    |                    |                    |

### 4eétape
| Classement de l'étape | Classement de l'étape | Classement de l'étape | Classement de l'étape | Classement de l'étape |
|                       | Coureur               | Pays                  | Équipe                | Temps                 |
| --------------------- | --------------------- | --------------------- | --------------------- | --------------------- |
| 1er                   | Alexander Kristoff    | Norvège               | Katusha               | en 4 h 15 min 57 s    |
| 2e                    | Peter Sagan           | Slovaquie             | Tinkoff-Saxo          | m.t                   |
| 3e                    | Nikias Arndt          | Allemagne             | Giant-Alpecin         | m.t                   |
| 4e                    | Adam Blythe           | Royaume-Uni           | Orica-GreenEDGE       | m.t                   |
| 5e                    | Nicola Ruffoni        | Italie                | Bardiani CSF          | m.t                   |
| 6e                    | Heinrich Haussler     | Australie             | IAM                   | m.t                   |
| 7e                    | Borut Božič           | Slovénie              | Astana                | m.t                   |
| 8e                    | Andrea Guardini       | Italie                | Astana                | m.t                   |
| 9e                    | José Joaquín Rojas    | Espagne               | Movistar              | m.t                   |
| 10e                   | Sacha Modolo          | Italie                | Lampre-Merida         | m.t                   |
| modifier              |                       |                       |                       |                       |

| Classement général | Classement général | Classement général | Classement général | Classement général |
|                    | Coureur            | Pays               | Équipe             | Temps              |
| ------------------ | ------------------ | ------------------ | ------------------ | ------------------ |
| 1er                | Niki Terpstra      | Pays-Bas           | Etixx-Quick Step   | en 12 h 4 min 44 s |
| 2e                 | Maciej Bodnar      | Pologne            | Tinkoff-Saxo       | + 6 s              |
| 3e                 | Ian Stannard       | Royaume-Uni        | Sky                | + 12 s             |
| 4e                 | Greg Van Avermaet  | Belgique           | BMC Racing         | + 19 s             |
| 5e                 | Alexander Kristoff | Norvège            | Katusha            | + 21 s             |
| 6e                 | Luke Rowe          | Royaume-Uni        | Sky                | + 33 s             |
| 7e                 | Peter Sagan        | Slovaquie          | Tinkoff-Saxo       | + 37 s             |
| 8e                 | Heinrich Haussler  | Australie          | IAM                | + 39 s             |
| 9e                 | Andriy Grivko      | Ukraine            | Astana             | + 41 s             |
| 10e                | Tom Boonen         | Belgique           | Etixx-Quick Step   | + 42 s             |
| modifier           |                    |                    |                    |                    |

### 5eétape
| Classement de l'étape | Classement de l'étape | Classement de l'étape | Classement de l'étape | Classement de l'étape |
|                       | Coureur               | Pays                  | Équipe                | Temps                 |
| --------------------- | --------------------- | --------------------- | --------------------- | --------------------- |
| 1er                   | Alexander Kristoff    | Norvège               | Katusha               | en 3 h 3 min 1 s      |
| 2e                    | Peter Sagan           | Slovaquie             | Tinkoff-Saxo          | m.t                   |
| 3e                    | Nikias Arndt          | Allemagne             | Giant-Alpecin         | m.t                   |
| 4e                    | Tom Boonen            | Belgique              | Etixx-Quick Step      | m.t                   |
| 5e                    | Adam Blythe           | Royaume-Uni           | Orica-GreenEDGE       | m.t                   |
| 6e                    | Heinrich Haussler     | Australie             | IAM                   | m.t                   |
| 7e                    | José Joaquín Rojas    | Espagne               | Movistar              | m.t                   |
| 8e                    | Arnaud Démare         | France                | FDJ                   | m.t                   |
| 9e                    | Greg Van Avermaet     | Belgique              | BMC Racing            | m.t                   |
| 10e                   | Nacer Bouhanni        | France                | Cofidis               | m.t                   |
| modifier              |                       |                       |                       |                       |

| Classement général | Classement général | Classement général | Classement général | Classement général  |
|                    | Coureur            | Pays               | Équipe             | Temps               |
| ------------------ | ------------------ | ------------------ | ------------------ | ------------------- |
| 1er                | Niki Terpstra      | Pays-Bas           | Etixx-Quick Step   | en 15 h 12 min 45 s |
| 2e                 | Maciej Bodnar      | Pologne            | Tinkoff-Saxo       | + 6 s               |
| 3e                 | Alexander Kristoff | Norvège            | Katusha            | + 11 s              |
| 4e                 | Ian Stannard       | Royaume-Uni        | Sky                | + 12 s              |
| 5e                 | Greg Van Avermaet  | Belgique           | BMC Racing         | + 19 s              |
| 6e                 | Peter Sagan        | Slovaquie          | Tinkoff-Saxo       | + 31 s              |
| 7e                 | Luke Rowe          | Royaume-Uni        | Sky                | + 33 s              |
| 8e                 | Heinrich Haussler  | Australie          | IAM                | + 39 s              |
| 9e                 | Andriy Grivko      | Ukraine            | Astana             | + 41 s              |
| 10e                | Tom Boonen         | Belgique           | Etixx-Quick Step   | + 42 s              |
| modifier           |                    |                    |                    |                     |

### 6eétape
| Classement de l'étape | Classement de l'étape | Classement de l'étape | Classement de l'étape | Classement de l'étape |
|                       | Coureur               | Pays                  | Équipe                | Temps                 |
| --------------------- | --------------------- | --------------------- | --------------------- | --------------------- |
| 1er                   | Sam Bennett           | Irlande               | Bora-Argon 18         | en 2 h 24 min 3 s     |
| 2e                    | Andrea Guardini       | Italie                | Astana                | m.t                   |
| 3e                    | Nacer Bouhanni        | France                | Cofidis               | m.t                   |
| 4e                    | Peter Sagan           | Slovaquie             | Tinkoff-Saxo          | m.t                   |
| 5e                    | Youcef Reguigui       | Algérie               | MTN-Qhubeka           | m.t                   |
| 6e                    | Adam Blythe           | Royaume-Uni           | Orica-GreenEDGE       | m.t                   |
| 7e                    | Matteo Trentin        | Italie                | Etixx-Quick Step      | m.t                   |
| 8e                    | Tom Boonen            | Belgique              | Etixx-Quick Step      | m.t                   |
| 9e                    | Jasper Stuyven        | Belgique              | Trek Factory Racing   | m.t                   |
| 10e                   | José Joaquín Rojas    | Espagne               | Movistar              | m.t                   |
| modifier              |                       |                       |                       |                       |

## Classements finals

### Classement général final
| Classement général final | Classement général final | Classement général final | Classement général final | Classement général final |
|                          | Coureur                  | Pays                     | Équipe                   | Temps                    |
| ------------------------ | ------------------------ | ------------------------ | ------------------------ | ------------------------ |
| 1er                      | Niki Terpstra            | Pays-Bas                 | Etixx-Quick Step         | en 17 h 36 min 48 s      |
| 2e                       | Maciej Bodnar            | Pologne                  | Tinkoff-Saxo             | + 6 s                    |
| 3e                       | Alexander Kristoff       | Norvège                  | Katusha                  | + 9 s                    |
| 4e                       | Ian Stannard             | Royaume-Uni              | Sky                      | + 12 s                   |
| 5e                       | Greg Van Avermaet        | Belgique                 | BMC Racing               | + 19 s                   |
| 6e                       | Peter Sagan              | Slovaquie                | Tinkoff-Saxo             | + 31 s                   |
| 7e                       | Luke Rowe                | Royaume-Uni              | Sky                      | + 33 s                   |
| 8e                       | Heinrich Haussler        | Australie                | IAM                      | + 39 s                   |
| 9e                       | Tom Boonen               | Belgique                 | Etixx-Quick Step         | + 39 s                   |
| 10e                      | Andriy Grivko            | Ukraine                  | Astana                   | + 41 s                   |
| modifier                 |                          |                          |                          |                          |

### Classements annexes
| Classement par points | Classement par points | Classement par points | Classement par points | Classement par points |
| --------------------- | --------------------- | --------------------- | --------------------- | --------------------- |
|                       | Coureur               | Pays                  | Équipe                | Point(s)              |
| 1er                   | Alexander Kristoff    | Norvège               | Katusha               | 49 points             |
| 2e                    | Peter Sagan           | Slovaquie             | Tinkoff-Saxo          | 45 pts                |
| 3e                    | Tom Boonen            | Belgique              | Etixx-Quick Step      | 34 pts                |
| modifier              |                       |                       |                       |                       |

| Classement du meilleur jeune | Classement du meilleur jeune | Classement du meilleur jeune | Classement du meilleur jeune | Classement du meilleur jeune |
|                              | Coureur                      | Pays                         | Équipe                       | Temps                        |
| ---------------------------- | ---------------------------- | ---------------------------- | ---------------------------- | ---------------------------- |
| 1er                          | Peter Sagan                  | Slovaquie                    | Tinkoff-Saxo                 | en 17 h 37 min 19 s          |
| 2e                           | Luke Rowe                    | Royaume-Uni                  | Sky                          | + 2 s                        |
| 3e                           | Jasper Stuyven               | Belgique                     | Trek Factory Racing          | + 24 s                       |
| modifier                     |                              |                              |                              |                              |

| \| Classement par équipes[8] \| Classement par équipes[8] \| Classement par équipes[8] \| Classement par équipes[8] \| \| \| Équipe \| Pays \| Temps \| \| ------------------------- \| ------------------------- \| ------------------------- \| ------------------------- \| \| 1re \| Etixx-Quick Step \| Belgique \| en 52 h 51 min 44 s \| \| 2e \| Astana \| Kazakhstan \| + 39 s \| \| 3e \| BMC Racing \| États-Unis \| + 55 s \| \| modifier \| \| \| \| |                  |            |                     |
| Classement par équipes |                  |            |                     |
| | Équipe           | Pays       | Temps               |
| 1re | Etixx-Quick Step | Belgique   | en 52 h 51 min 44 s |
| 2e | Astana           | Kazakhstan | + 39 s              |
| 3e | BMC Racing       | États-Unis | + 55 s              |
| modifier |                  |            |                     |

### UCI Asia Tour
Ce Tour du Qatar attribue des points pour l'UCI Asia Tour 2015, par équipes seulement aux coureurs des équipes continentales professionnelles et continentales, individuellement à tous les coureurs sauf ceux faisant partie d'une équipe ayant un label WorldTeam.
| Position,          | 1er | 2e | 3e | 4e | 5e | 6e | 7e | 8e | 9e | 10e | 11e | 12e | 13e | 14e | 15e |
| Classement général | 100 | 70 | 40 | 30 | 25 | 20 | 15 | 10 | 9  | 8   | 7   | 6   | 5   | 4   | 3   |
| Par étape          | 20  | 14 | 8  | 7  | 6  | 5  | 4  | 2  |    |     |     |     |     |     |     |
| Leader, par étape  | 10  |    |    |    |    |    |    |    |    |     |     |     |     |     |     |

| Cycliste             | Équipe        | Général | Étape | Leader | Total |
| -------------------- | ------------- | ------- | ----- | ------ | ----- |
| Sam Bennett          | Bora-Argon 18 | -       | 26    | -      | 26    |
| Nacer Bouhanni       | Cofidis       | -       | 8     | -      | 8     |
| Youcef Reguigui      | MTN-Qhubeka   | -       | 6     | -      | 6     |
| Nicola Ruffoni       | Bardiani CSF  | -       | 6     | -      | 6     |
| Edvald Boasson Hagen | MTN-Qhubeka   | -       | 2     | -      | 2     |

## Évolution des classements
Le classement général, dont le leader porte le maillot or, s'établit en additionnant les temps réalisés à chaque étape, puis en ôtant d'éventuelles bonifications (10, 6 et 4 s à l'arrivée des 8 étapes en ligne et 3, 2 et 1 s à chaque sprint intermédiaire). En cas d'égalité, les critères de départage, dans l'ordre, sont : centièmes de seconde enregistrés lors des contre-la-montre, addition des places obtenues lors de chaque étape, place obtenue lors de la dernière étape.
Le classement par points, dont le leader porte le maillot argent, est l'addition des points attribués à l'arrivée des étapes (15, 12, 9, et 7 points, puis en ôtant 1 pt par place perdue jusqu'au 10e, qui reçoit donc 1 pt) et aux sprints intermédiaires (3, 2 et 1 points). En cas d'égalité de points, les critères de départage, dans l'ordre, sont : nombre de victoires d'étape, nombre de sprints intermédiaires, classement général.
Le classement du meilleur jeune, dont le leader porte le maillot blanc, est le classement général des coureurs nés depuis le 1er janvier 1990.
Le classement par équipes de l'étape est l'addition des trois meilleurs temps individuels de chaque équipe. En cas d'égalité, les critères de départage, dans l'ordre, sont : addition des places des trois premiers coureurs des équipes concernées, place du meilleur coureur sur l'étape. Calculer le classement par équipes revient à additionner les classements par équipes de chaque étape. En cas d'égalité, les critères de départage, dans l'ordre, sont : nombre de premières places dans le classement par équipes du jour, nombre de deuxièmes places dans le classement par équipes du jour, etc., place au classement général du meilleur coureur des équipes concernées.
| Étape              | Vainqueur          | Classement général | Classement par points | Classement du meilleur jeune | Classement par équipes |
| ------------------ | ------------------ | ------------------ | --------------------- | ---------------------------- | ---------------------- |
| 1                  | José Joaquín Rojas | José Joaquín Rojas | José Joaquín Rojas    | Arnaud Démare                | Astana                 |
| 2                  | Alexander Kristoff | Alexander Kristoff | Tom Boonen            | Peter Sagan                  | Etixx-Quick Step       |
| 3                  | Niki Terpstra      | Niki Terpstra      | Tom Boonen            | Luke Rowe                    | Etixx-Quick Step       |
| 4                  | Alexander Kristoff | Niki Terpstra      | Alexander Kristoff    | Luke Rowe                    | Etixx-Quick Step       |
| 5                  | Alexander Kristoff | Niki Terpstra      | Alexander Kristoff    | Peter Sagan                  | Etixx-Quick Step       |
| 6                  | Sam Bennett        | Niki Terpstra      | Alexander Kristoff    | Peter Sagan                  | Etixx-Quick Step       |
| Classements finals | Classements finals | Niki Terpstra      | Alexander Kristoff    | Peter Sagan                  | Etixx-Quick Step       |

## Liste des participants
- Liste de départ complète

| Légende                                | Légende                                                                                         | Légende                         | Légende                                                                                                  |
| -------------------------------------- | ----------------------------------------------------------------------------------------------- | ------------------------------- | --- |
| Num                                    | Dossard de départ porté par le coureur sur ce Tour du Qatar                                     | Pos                             | Position finale au classement général                                                                    |
| Leader du classement général           | Indique le vainqueur du classement général                                                      | Leader du classement par points | Indique le vainqueur du classement par points                                                            |
| Leader du classement du meilleur jeune | Indique le vainqueur du classement du meilleur jeune                                            |                                 | Indique un maillot de champion national ou mondial, suivi de sa spécialité                               |
| #                                      | Indique la meilleure équipe                                                                     | NP                              | Indique un coureur qui n'a pas pris le départ d'une étape, suivi du numéro de l'étape où il s'est retiré |
| AB                                     | Indique un coureur qui n'a pas terminé une étape, suivi du numéro de l'étape où il s'est retiré | HD                              | Indique un coureur qui a terminé une étape hors des délais, suivi du numéro de l'étape                   |
| DSQ                                    | Indique un coureur qui a été disqualifié de la course, suivi du numéro de l'étape               | *                               | Indique un coureur en lice pour le classement du meilleur jeune (coureurs nés après le 1er janvier 1990) |

| Etixx-Quick Step # EQS               | Etixx-Quick Step # EQS          | Etixx-Quick Step # EQS |
| ------------------------------------ | ------------------------------- | ---------------------- |
| Num                                  | Coureur                         | Pos                    |
| 1                                    | Niki Terpstra (NED)             | 1er                    |
| 2                                    | Tom Boonen (BEL)                | 9e                     |
| 3                                    | Iljo Keisse (BEL)               | 108e                   |
| 4                                    | Nikolas Maes (BEL)              | 13e                    |
| 5                                    | Matteo Trentin (ITA)            | 30e                    |
| 6                                    | Guillaume Van Keirsbulck (BEL)* | 32e                    |
| 7                                    | Stijn Vandenbergh (BEL)         | 44e                    |
| 8                                    | Martin Velits (SVK)             | 99e                    |
| Directeur sportif : Wilfried Peeters |                                 |                        |

| Giant-Alpecin TGA             | Giant-Alpecin TGA     | Giant-Alpecin TGA |
| ----------------------------- | --------------------- | ----------------- |
| Num                           | Coureur               | Pos               |
| 11                            | Marcel Kittel (GER)   | 104e              |
| 12                            | Nikias Arndt (GER)*   | 16e               |
| 13                            | Bert De Backer (BEL)  | 34e               |
| 14                            | Georg Preidler (AUT)* | 100e              |
| 15                            | Ramon Sinkeldam (NED) | 46e               |
| 16                            | Tom Stamsnijder (NED) | 111e              |
| 17                            | Albert Timmer (NED)   | 109e              |
| 18                            | Tom Veelers (NED)     | 27e               |
| Directeur sportif : Marc Reef |                       |                   |

| Tinkoff-Saxo TCS                    | Tinkoff-Saxo TCS              | Tinkoff-Saxo TCS |
| ----------------------------------- | ----------------------------- | ---------------- |
| Num                                 | Coureur                       | Pos              |
| 21                                  | Peter Sagan (SVK)* (Route)    | 6e               |
| 22                                  | Maciej Bodnar (POL)           | 2e               |
| 23                                  | Matti Breschel (DEN)          | 38e              |
| 24                                  | Pavel Brutt (RUS)             | 91e              |
| 25                                  | Jesper Hansen (DEN)*          | 125e             |
| 26                                  | Christopher Juul Jensen (DEN) | 69e              |
| 27                                  | Michael Mørkøv (DEN)          | 48e              |
| 28                                  | Nikolay Trusov (RUS)          | 52e              |
| Directeur sportif : Tristan Hoffman |                               |                  |

| Trek Factory Racing TFR        | Trek Factory Racing TFR       | Trek Factory Racing TFR |
| ------------------------------ | ----------------------------- | ----------------------- |
| Num                            | Coureur                       | Pos                     |
| 31                             | Fabian Cancellara (SUI) (Clm) | 67e                     |
| 32                             | Markel Irizar (ESP)           | 62e                     |
| 33                             | Yaroslav Popovych (UKR)       | 124e                    |
| 34                             | Grégory Rast (SUI)            | 101e                    |
| 35                             | Gert Steegmans (BEL)          | AB-5                    |
| 36                             | Jasper Stuyven (BEL)*         | 12e                     |
| 37                             | Boy van Poppel (NED)          | 43e                     |
| 38                             | Danny van Poppel (NED)*       | 94e                     |
| Directeur sportif : Dirk Demol |                               |                         |

| BMC Racing BMC                   | BMC Racing BMC             | BMC Racing BMC |
| -------------------------------- | -------------------------- | -------------- |
| Num                              | Coureur                    | Pos            |
| 41                               | Philippe Gilbert (BEL)     | 14e            |
| 42                               | Marcus Burghardt (GER)     | 11e            |
| 43                               | Alessandro De Marchi (ITA) | 123e           |
| 44                               | Jempy Drucker (LUX)        | 45e            |
| 45                               | Ben Hermans (BEL)          | 98e            |
| 46                               | Greg Van Avermaet (BEL)    | 5e             |
| 47                               | Peter Velits (SVK) (Clm)   | 80e            |
| 48                               | Rick Zabel (GER)*          | 75e            |
| Directeur sportif : Valerio Piva |                            |                |

| Movistar MOV                                   | Movistar MOV                   | Movistar MOV |
| ---------------------------------------------- | ------------------------------ | ------------ |
| Num                                            | Coureur                        | Pos          |
| 51                                             | Alejandro Valverde (ESP) (Clm) | NP-6         |
| 52                                             | Andrey Amador (CRC)            | 64e          |
| 53                                             | Imanol Erviti (ESP)            | 65e          |
| 54                                             | Pablo Lastras (ESP)            | 85e          |
| 55                                             | José Joaquín Rojas (ESP)       | 35e          |
| 56                                             | Enrique Sanz (ESP)             | 58e          |
| 57                                             | Jasha Sütterlin (GER)*         | 76e          |
| 58                                             | Francisco Ventoso (ESP)        | 83e          |
| Directeur sportif : José Vicente García Acosta |                                |              |

| Katusha KAT                         | Katusha KAT                  | Katusha KAT |
| ----------------------------------- | ---------------------------- | ----------- |
| Num                                 | Coureur                      | Pos         |
| 61                                  | Alexander Kristoff (NOR)     | 3e          |
| 62                                  | Sven Erik Bystrøm (NOR)*     | 24e         |
| 63                                  | Jacopo Guarnieri (ITA)       | 55e         |
| 64                                  | Marco Haller (AUT)*          | 54e         |
| 65                                  | Dmitry Kozontchuk (RUS)      | 50e         |
| 66                                  | Viatcheslav Kouznetsov (RUS) | 31e         |
| 67                                  | Luca Paolini (ITA)           | 29e         |
| 68                                  | Gatis Smukulis (LAT) (Clm)   | 66e         |
| Directeur sportif : Torsten Schmidt |                              |             |

| Cofidis COF                        | Cofidis COF             | Cofidis COF |
| ---------------------------------- | ----------------------- | ----------- |
| Num                                | Coureur                 | Pos         |
| 71                                 | Nacer Bouhanni (FRA)*   | 39e         |
| 72                                 | Jonas Ahlstrand (SWE)*  | 49e         |
| 73                                 | Steve Chainel (FRA)     | 118e        |
| 74                                 | Cyril Lemoine (FRA)     | 117e        |
| 75                                 | Adrien Petit (FRA)*     | 87e         |
| 76                                 | Dominique Rollin (CAN)  | 37e         |
| 77                                 | Florian Sénéchal (FRA)* | 103e        |
| 78                                 | Geoffrey Soupe (FRA)    | 70e         |
| Directeur sportif : Alain Deloeuil |                         |             |

| MTN-Qhubeka MTN                | MTN-Qhubeka MTN            | MTN-Qhubeka MTN |
| ------------------------------ | -------------------------- | --------------- |
| Num                            | Coureur                    | Pos             |
| 81                             | Edvald Boasson Hagen (NOR) | 60e             |
| 82                             | Theo Bos (NED)             | AB-5            |
| 83                             | Gerald Ciolek (GER)        | 106e            |
| 84                             | Youcef Reguigui (ALG)*     | 72e             |
| 85                             | Kristian Sbaragli (ITA)*   | 119e            |
| 86                             | Johann van Zyl (RSA)*      | 116e            |
| 87                             | Jacobus Venter (RSA)       | 114e            |
| 88                             |                            |                 |
| Directeur sportif : Jens Zemke |                            |                 |

| Astana AST                          | Astana AST              | Astana AST |
| ----------------------------------- | ----------------------- | ---------- |
| Num                                 | Coureur                 | Pos        |
| 91                                  | Lars Boom (NED)         | DSQ-5      |
| 92                                  | Borut Božič (SLO)       | 42e        |
| 93                                  | Laurens De Vreese (BEL) | 86e        |
| 94                                  | Andriy Grivko (UKR)     | 10e        |
| 95                                  | Dmitriy Gruzdev (KAZ)   | 93e        |
| 96                                  | Andrea Guardini (ITA)   | 20e        |
| 97                                  | Ruslan Tleubayev (KAZ)  | 18e        |
| 98                                  | Lieuwe Westra (NED)     | 122e       |
| Directeur sportif : Dmitriy Fofonov |                         |            |

| Sky SKY                            | Sky SKY                     | Sky SKY |
| ---------------------------------- | --------------------------- | ------- |
| Num                                | Coureur                     | Pos     |
| 101                                | Bradley Wiggins (GBR) (Clm) | 78e     |
| 102                                | Andrew Fenn (GBR)*          | 57e     |
| 103                                | Christian Knees (GER)       | 105e    |
| 104                                | Danny Pate (USA)            | 107e    |
| 105                                | Luke Rowe (GBR)*            | 7e      |
| 106                                | Ian Stannard (GBR)          | 4e      |
| 107                                | Christopher Sutton (AUS)    | 73e     |
| 108                                |                             |         |
| Directeur sportif : Servais Knaven |                             |         |

| FDJ                                | FDJ                          | FDJ  |
| ---------------------------------- | ---------------------------- | ---- |
| Num                                | Coureur                      | Pos  |
| 111                                | Arnaud Démare (FRA)* (Route) | 51e  |
| 112                                | William Bonnet (FRA)         | 61e  |
| 113                                | David Boucher (FRA)          | 127e |
| 114                                | Mickaël Delage (FRA)         | 23e  |
| 115                                | Murilo Fischer (BRA)         | 53e  |
| 116                                | Matthieu Ladagnous (FRA)     | 36e  |
| 117                                | Johan Le Bon (FRA)*          | 128e |
| 118                                | Yoann Offredo (FRA)          | 25e  |
| Directeur sportif : Martial Gayant |                              |      |

| Topsport Vlaanderen-Baloise TSV    | Topsport Vlaanderen-Baloise TSV | Topsport Vlaanderen-Baloise TSV |
| ---------------------------------- | ------------------------------- | ------------------------------- |
| Num                                | Coureur                         | Pos                             |
| 121                                | Jelle Wallays (BEL)             | 47e                             |
| 122                                | Victor Campenaerts (BEL)*       | 88e                             |
| 123                                | Tim Declercq (BEL)              | 21e                             |
| 124                                | Jarl Salomein (BEL)             | 28e                             |
| 125                                | Preben Van Hecke (BEL)          | 97e                             |
| 126                                | Gijs Van Hoecke (BEL)*          | 121e                            |
| 127                                | Jef Van Meirhaeghe (BEL)*       | 120e                            |
| 128                                | Pieter Vanspeybrouck (BEL)      | 41e                             |
| Directeur sportif : Hans De Clercq |                                 |                                 |

| Orica-GreenEDGE OGE                 | Orica-GreenEDGE OGE          | Orica-GreenEDGE OGE |
| ----------------------------------- | ---------------------------- | ------------------- |
| Num                                 | Coureur                      | Pos                 |
| 131                                 | Adam Blythe (GBR)            | 22e                 |
| 132                                 | Mitchell Docker (AUS)        | 26e                 |
| 133                                 | Mathew Hayman (AUS)          | 19e                 |
| 134                                 | Leigh Howard (AUS)           | AB-5                |
| 135                                 | Jens Keukeleire (BEL)        | 33e                 |
| 136                                 | Brett Lancaster (AUS)        | 96e                 |
| 137                                 | Jens Mouris (NED)            | 132e                |
| 138                                 | Svein Tuft (CAN) (Route/Clm) | 110e                |
| Directeur sportif : Laurenzo Lapage |                              |                     |

| Lampre-Merida LAM                    | Lampre-Merida LAM                 | Lampre-Merida LAM |
| ------------------------------------ | --------------------------------- | ----------------- |
| Num                                  | Coureur                           | Pos               |
| 141                                  | Filippo Pozzato (ITA)             | 77e               |
| 142                                  | Matteo Bono (ITA)                 | 115e              |
| 143                                  | Mário Costa (POR)                 | 95e               |
| 144                                  | Roberto Ferrari (ITA)             | 84e               |
| 145                                  | Sacha Modolo (ITA)                | 63e               |
| 146                                  | Nélson Oliveira (POR) (Route/Clm) | 68e               |
| 147                                  | Rubén Plaza (ESP)                 | 71e               |
| 148                                  | Maximiliano Richeze (ARG)         | 113e              |
| Directeur sportif : Philippe Mauduit |                                   |                   |

| IAM                               | IAM                             | IAM  |
| --------------------------------- | ------------------------------- | ---- |
| Num                               | Coureur                         | Pos  |
| 151                               | Heinrich Haussler (AUS) (Route) | 8e   |
| 152                               | Marcel Aregger (SUI)*           | 89e  |
| 153                               | Matthias Brändle (AUT) (Clm)    | 92e  |
| 154                               | Dries Devenyns (BEL)            | AB-5 |
| 155                               | Reto Hollenstein (SUI)          | 82e  |
| 156                               | Roger Kluge (GER)               | 15e  |
| 157                               | Vicente Reynés (ESP)            | 40e  |
| 158                               | Jonas Van Genechten (BEL)       | 90e  |
| Directeur sportif : Eddy Seigneur |                                 |      |

| Bora-Argon 18 BOA                 | Bora-Argon 18 BOA          | Bora-Argon 18 BOA |
| --------------------------------- | -------------------------- | ----------------- |
| Num                               | Coureur                    | Pos               |
| 161                               | Sam Bennett (IRL)*         | 79e               |
| 162                               | Shane Archbold (AUS)       | 129e              |
| 163                               | Zakkari Dempster (AUS)     | 59e               |
| 164                               | Ralf Matzka (GER)          | 17e               |
| 165                               | Daniel Schorn (AUT)        | 56e               |
| 166                               | Michael Schwarzmann (GER)* | 130e              |
| 167                               | Scott Thwaites (GBR)*      | 81e               |
| 168                               | Paul Voss (GER)            | 102e              |
| Directeur sportif : André Schulze |                            |                   |

| Bardiani CSF BAR                    | Bardiani CSF BAR       | Bardiani CSF BAR |
| ----------------------------------- | ---------------------- | ---------------- |
| Num                                 | Coureur                | Pos              |
| 171                                 | Enrico Battaglin (ITA) | AB-2             |
| 172                                 | Nicola Boem (ITA)      | 112e             |
| 173                                 | Andrea Piechele (ITA)  | 126e             |
| 174                                 | Stefano Pirazzi (ITA)  | 131e             |
| 175                                 | Nicola Ruffoni (ITA)*  | 74e              |
| 176                                 | Luca Sterbini (ITA)*   | AB-2             |
| 177                                 | Simone Sterbini (ITA)* | AB-5             |
| 178                                 |                        |                  |
| Directeur sportif : Bruno Reverberi |                        |                  |